# جون ديفريوكس تومسون
جون ديفريوكس تومسون (بالإنجليزية: John Devereaux Thompson)‏ هو ممرض أمريكي، ولد في 6 أغسطس 1917 في فرانكلين في الولايات المتحدة، وتوفي في 13 أغسطس 1992 في نيو هيفن في الولايات المتحدة.